# Campeonato de España de ocho con timonel
El Campeonato de España de ocho con timonel es el campeonato nacional de España de remo en la modalidad de 8+ que se celebra anualmente, organizado por la Federación Española de Remo, desde 1921, a excepción de los años 1925 y 1931, debido a que solo se presentó una embarcación, y a los ocho años entre 1936 y 1943, debido a las guerras.

## Palmarés
| Año  | Ganador                                      |
| ---- | -------------------------------------------- |
| 1921 | Real Club Marítimo de Barcelona              |
| 1922 | Club de Mar de Barcelona                     |
| 1923 | Real Club Marítimo de Barcelona              |
| 1924 | Real Club Marítimo de Barcelona              |
| 1926 | Real Club Marítimo de Barcelona              |
| 1927 | Club de Mar de Barcelona                     |
| 1928 | Real Club Marítimo de Barcelona              |
| 1929 | Real Club Náutico de Tarragona               |
| 1930 | Real Club Náutico de Tarragona               |
| 1932 | Real Club Marítimo de Barcelona              |
| 1933 | Club de Mar de Barcelona                     |
| 1934 | Real Club Náutico de Tarragona               |
| 1935 | Real Club Náutico de Tarragona               |
| 1944 | Real Club Náutico de Tarragona               |
| 1945 | Real Club Náutico de Tarragona               |
| 1946 | Real Club Náutico de Tarragona               |
| 1947 | Real Club Náutico de Tarragona               |
| 1948 | Real Club Marítimo de Barcelona              |
| 1949 | Sociedad Náutica Deportiva Ur-Kirolak        |
| 1950 | Real Club Marítimo de Barcelona              |
| 1951 | Club de Remo de Barcelona                    |
| 1952 | Club de Remo Ruber-Lux de Barcelona          |
| 1954 | Sociedad Náutica Deportiva Ur-Kirolak        |
| 1955 | Sociedad Náutica Deportiva Ur-Kirolak        |
| 1956 | Sociedad Náutica Deportiva Ur-Kirolak        |
| 1957 | Sociedad Náutica Deportiva Ur-Kirolak        |
| 1958 | Real Club Náutico de Tarragona               |
| 1959 | Sociedad Náutica Deportiva Ur-Kirolak        |
| 1960 | Sociedad Náutica Deportiva Ur-Kirolak        |
| 1961 | Sociedad Náutica Deportiva Ur-Kirolak        |
| 1962 | Sociedad Náutica Deportiva Ur-Kirolak        |
| 1963 | Sociedad Náutica Deportiva Ur-Kirolak        |
| 1964 | Sociedad Náutica Deportiva Ur-Kirolak        |
| 1965 | Sociedad Náutica Deportiva Ur-Kirolak        |
| 1966 | Sociedad Náutica Deportiva Ur-Kirolak        |
| 1967 | Sociedad Náutica Deportiva Ur-Kirolak        |
| 1968 | Club Remo Olímpico Orio                      |
| 1969 | Club Remo Olímpico Orio                      |
| 1970 | Club Remo Olímpico Orio                      |
| 1971 | Club Natació Banyoles                        |
| 1972 | Club Natació Banyoles                        |
| 1973 | Club Remo Olímpico Orio                      |
| 1974 | Club Natació Banyoles                        |
| 1975 | Club Natació Banyoles                        |
| 1976 | Club Natació Banyoles                        |
| 1977 | Club Natació Banyoles                        |
| 1978 | Club Natació Banyoles                        |
| 1979 | Club Natació Banyoles                        |
| 1980 | Club de Remo Itsasoko Ama                    |
| 1981 | Club Natació Banyoles                        |
| 1982 | Club Natació Banyoles                        |
| 1983 | Club Natació Banyoles                        |
| 1984 | Club Natació Banyoles                        |
| 1985 | Club Natació Banyoles                        |
| 1986 | Club Náutico Sevilla                         |
| 1987 | Sociedad Deportiva Santoña Club de Remo      |
| 1988 | Real Club Náutico de Vigo                    |
| 1989 | Sociedad de Remo Koxtape Pasajes de San Juan |
| 1990 | Club Natació Banyoles                        |
| 1991 | Club Natació Banyoles                        |
| 1992 | Sociedad Náutica Deportiva Ur-Kirolak        |
| 1993 | Donibaneko Arraunlariak                      |
| 1994 | Club Remo Olímpico Orio                      |
| 1995 | Club Remo Olímpico Orio                      |
| 1996 | Club Remo Olímpico Orio                      |
| 1997 | Club Remo Olímpico Orio                      |
| 1998 | Club Remo Olímpico Orio                      |
| 1999 | Club Remo Olímpico Orio                      |
| 2000 | Club Remo Olímpico Orio                      |
| 2001 | Club Remo Olímpico Orio                      |
| 2002 | Club Remo Olímpico Orio                      |
| 2003 | Club de Mar de Castropol                     |
| 2004 | Club Remo Olímpico Orio                      |
| 2005 | Club Remo Olímpico Orio                      |
| 2006 | Sociedad Deportiva de Remo Astillero         |
| 2007 | Sociedad Deportiva de Remo Astillero         |
| 2008 | Sociedad Deportiva de Remo Astillero         |
| 2009 | Sociedad Deportiva de Remo Astillero         |
| 2010 | Sociedad Deportiva de Remo Astillero         |
| 2011 | Real Círculo de Labradores                   |
| 2012 | Real Círculo de Labradores                   |
| 2013 | Real Círculo de Labradores                   |
| 2014 | Real Círculo de Labradores                   |
| 2015 | Real Círculo de Labradores                   |
| 2016 | Real Círculo de Labradores                   |
| 2017 | Real Círculo de Labradores                   |
| 2018 | Club Remo Olímpico Orio                      |
| 2019 | Real Círculo de Labradores                   |
| 2020 | Real Círculo de Labradores                   |
| 2021 | Real Círculo de Labradores                   |
| 2022 | Real Círculo de Labradores                   |
| 2023 | Club Náutico Sevilla                         |
| 2024 | Real Círculo de Labradores                   |

## Medallero
| Nombre                                | Oro |
| ------------------------------------- | --- |
| Club Remo Olímpico Orio               | 16  |
| Club Natació Banyoles                 | 15  |
| Sociedad Náutica Deportiva Ur-Kirolak | 15  |
| Real Círculo de Labradores            | 12  |
| Real Club Náutico de Tarragona        | 9   |
| Real Club Marítimo de Barcelona       | 8   |
| Sociedad Deportiva de Remo Astillero  | 5   |
| Club de Mar de Barcelona              | 3   |
| Club Náutico Sevilla                  | 2   |